# Rhynchostele hortensiae
Rhynchostele hortensiae är en orkidéart som först beskrevs av R.L.Rodr., och fick sitt nu gällande namn av Soto Arenas och Gerardo A. Salazar. Rhynchostele hortensiae ingår i släktet Rhynchostele och familjen orkidéer.
Artens utbredningsområde är Costa Rica. Inga underarter finns listade i Catalogue of Life.

## Bildgalleri

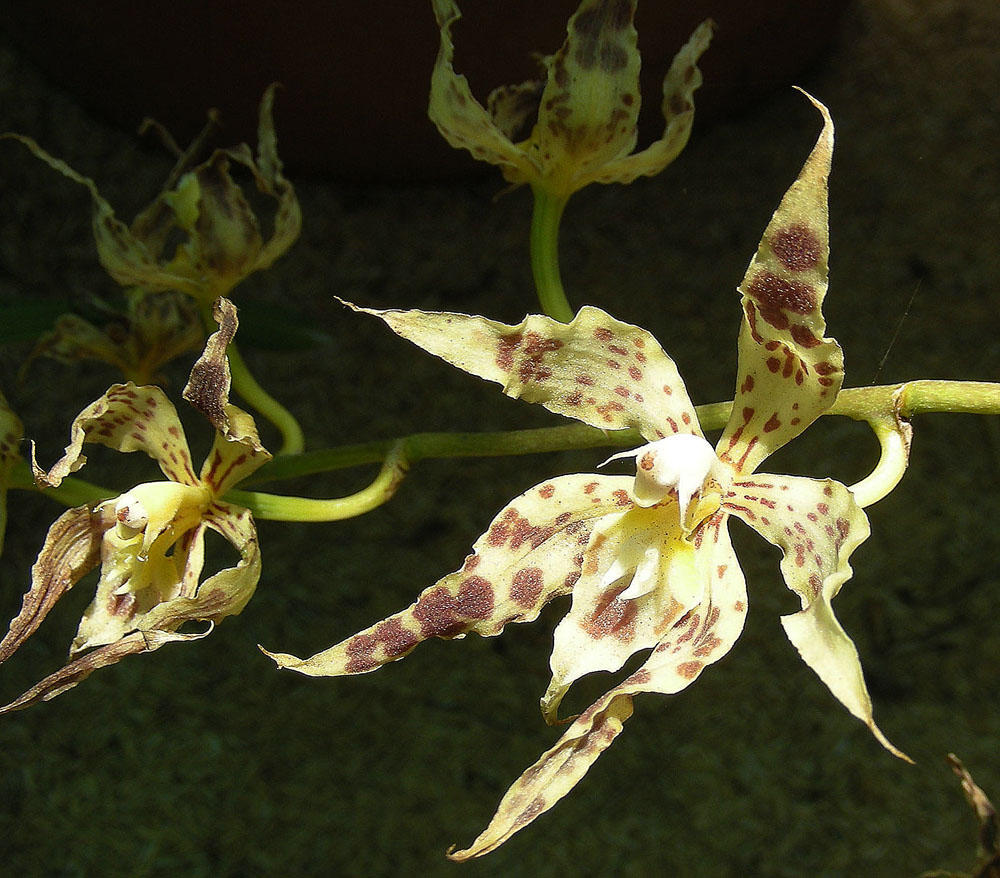